# Chiesa di San Domenico (Torino)
La chiesa di San Domenico è una chiesa ubicata nel centro di Torino, all'angolo dell'omonima via all'incrocio con via Milano. La facciata della chiesa si apre su un piccolo spazio inserito nell'asse viario di via San Domenico; il corpo della chiesa si prolunga però lungo via Milano, la perpendicolare che collega Via Garibaldi con Porta Palazzo. La piazzetta antistante la chiesa è stata dedicata in occasione della beatificazione al beato Giuseppe Girotti, frate del convento deportato a Dachau, dove morí il giorno di Pasqua, 1º aprile 1945. È stato beatificato nel 2014.
È il principale resto archeologico medievale di Torino. Subì molti restauri prima di essere riportata alle sue originarie caratteristiche gotiche. La costruzione è iniziata nel 1227 e poi ampliata dopo la seconda metà del secolo. All'interno si possono vedere dei frammenti di affreschi della fine del Trecento.
Ha come caratteristica specifica quella di essere l'unica chiesa medioevale di stile gotico della città sopravvissuta fino ai giorni nostri e, insieme alla chiesa della Consolata, si può considerare uno dei luoghi di culto più antichi della città. Le altre chiese di quel periodo furono rimaneggiate nel corso della grande espansione urbanistica che Torino ha conosciuto nel XVII e XVIII secolo.

## Storia

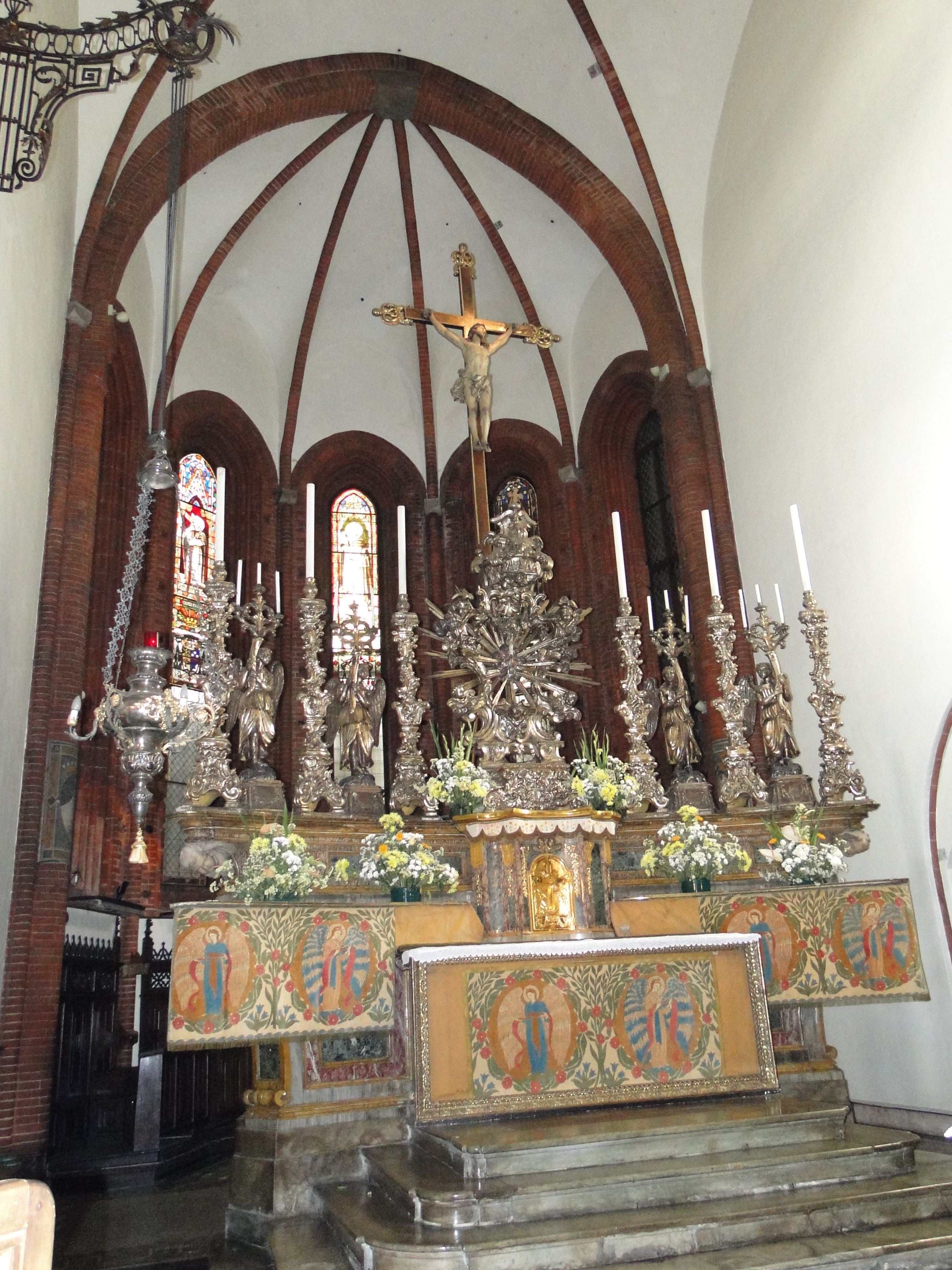
L'altare maggiore

Eretta tra il 1227 e il 1280, la chiesa rappresentava l'edificio religioso della comunità torinese di Domenicani (l'annesso convento venne eretto verso il 1260); rimase però lungamente senza facciata (essa venne aggiunta soltanto nel 1334) e senza campanile (aggiunto nel 1451). Nonostante queste sue carenze, la chiesa rappresentò uno dei poli della cultura torinese nel Medioevo: a padre Giovanni da Torino, fondatore del convento domenicano adiacente alla chiesa, va il merito di aver gettato le basi di una notevole biblioteca, che verrà custodita dai domenicani per secoli.
Nei secoli successivi, la chiesa di San Domenico, poiché gestita dai Domenicani, fu il centro dell'Inquisizione torinese.
Amata dai Savoia, la chiesa di San Domenico fu spesso oggetto di donazioni da parte della casa regnante: fu per loro volontà che l'interno della chiesa venne decorato secondo il gusto barocco, e vennero erette alcune cappelle laterali, come quella che, per piacere di Vittorio Amedeo III di Savoia venne aperta nel 1780, raffigurante il beato Amedeo IX. L'altare di tale cappella, già esistente nel 1612, è stato rimodellato a partire dal 1779 su progetto dell'architetto di origine sanmauriziese Lodovico Bò, e attualmente risulta notevolmente modificato dagli interventi di restauro dell'intera chiesa eseguiti all'inizio del Novecento dagli architetti Riccardo Brajda e Alfredo D'Andrade.
Quando, nel 1762, un violento incendio distrusse la cappella del Rosario e parte dell'edificio, la Casa Reale ordinò che venisse tutto ricostruito; nel 1776 i domenicani realizzarono il nuovo altar maggiore.

## Descrizione

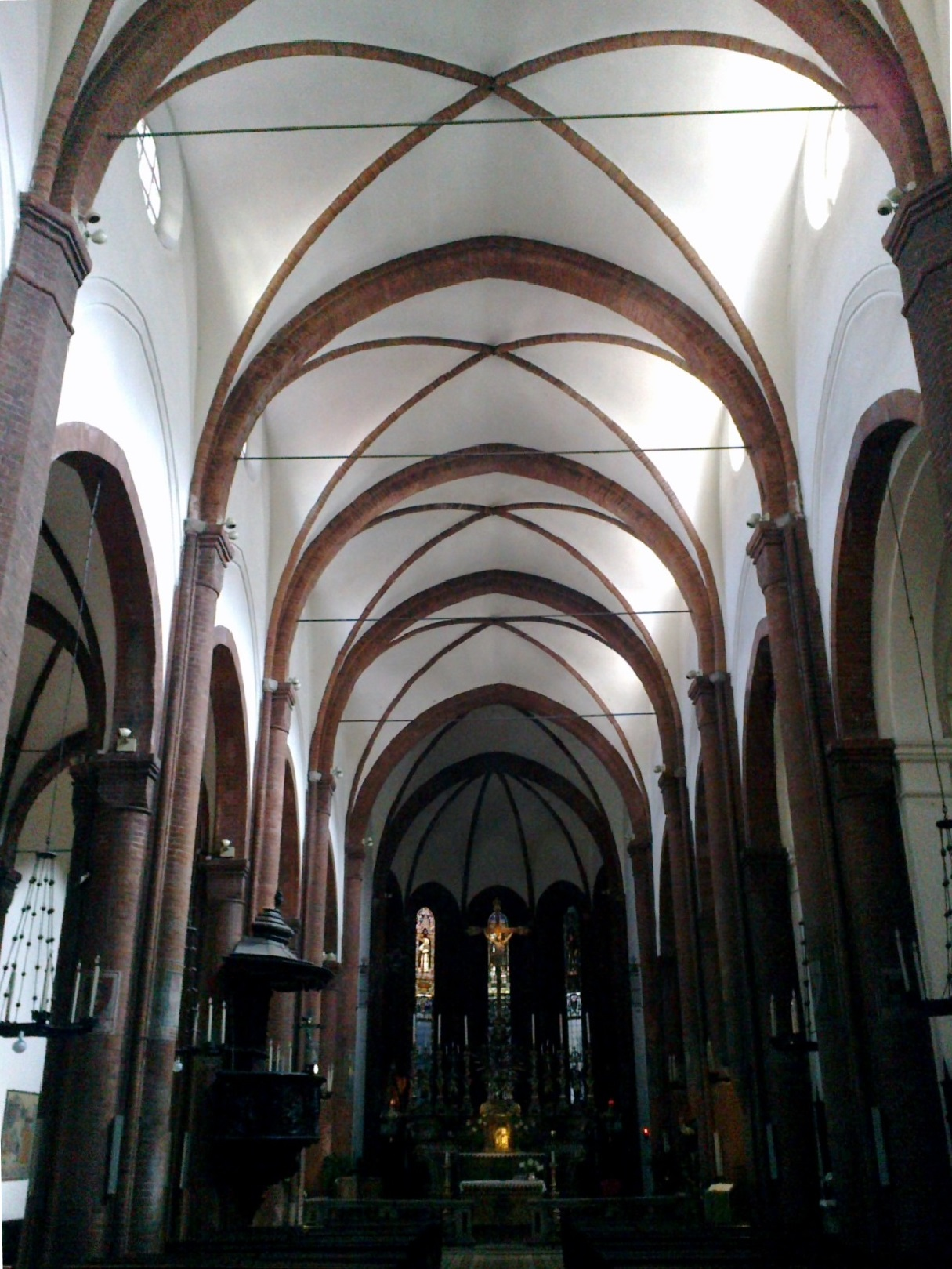
Le volte della navata centrale

Nella facciata, un'alta ghimberga incornicia il portale.

Entrando, si nota subito la pianta a tre navate, con altari laterali in entrambe le navate, e con due cappelle che fiancheggiano il coro e l'altar maggiore. Quella di sinistra, detta Cappella delle Grazie, è stata affrescata verso la metà del XIV secolo da un artista noto come Maestro di San Domenico. Sulle due pareti laterali e su quella centrale, nel registro inferiore, sono rappresentati i dodici apostoli mentre nelle lunette, da sinistra a destra, sono rappresentati: la Majestas Domini, L' Annunciazione, e San Tommaso presenta alla Vergine tre devoti. Al centro della cappella è esposta un'icona del XVI secolo raffigurante la Vergine con il Bambino ed i santi Giovanni Battista e Gabriele.

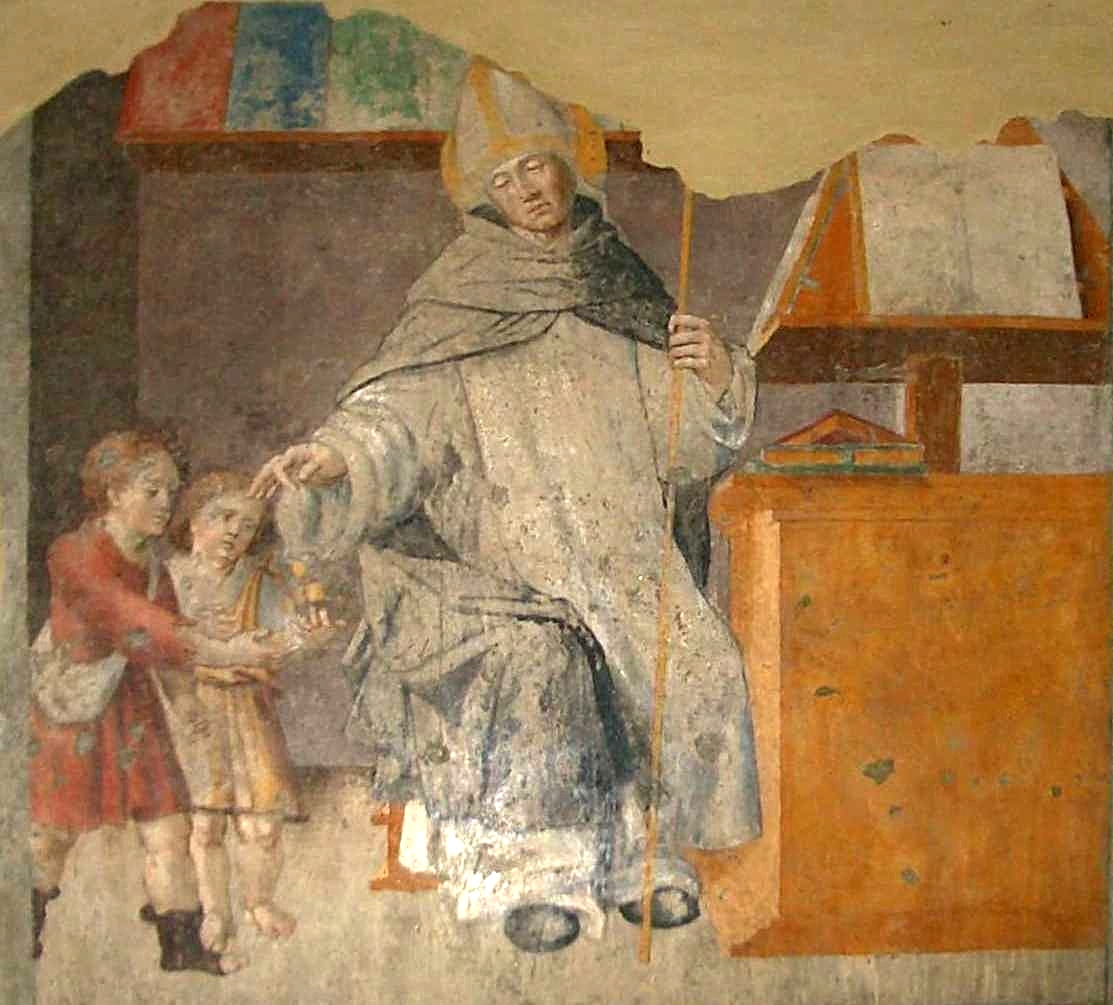
Elemosina di Sant'Antonino Pierozzi, Giovanni Spanzotti (1528).

La cappella di destra è detta Cappella del Rosario, opera settecentesca progettata da Luigi Michele Barberis, e presenta di fronte la pala d'altare del Guercino, che raffigura la Madonna del Rosario con i santi Domenico e Caterina da Siena ed attorno alla quale vi sono i Quindici misteri del Rosario, opera d'intaglio in legno di Stefano Maria Clemente, che ha realizzato anche il pulpito della navata centrale, attorno ad uno dei pilastri che la separa da quella sinistra. 

Dietro al pulpito, l'affresco dell'elemosina di Sant'Antonino Pierozzi (1389-1459), vescovo domenicano fiorentino) a due bambini, opera di Giovanni Spanzotti (1528).

La Madonna con San Domenico della sagrestia invece, è di Michele Milocco (1737); l' Episodio della peste del 1630 è di Domenico Corvi mentre gli stalli del coro sono opera di Pietro Botto.

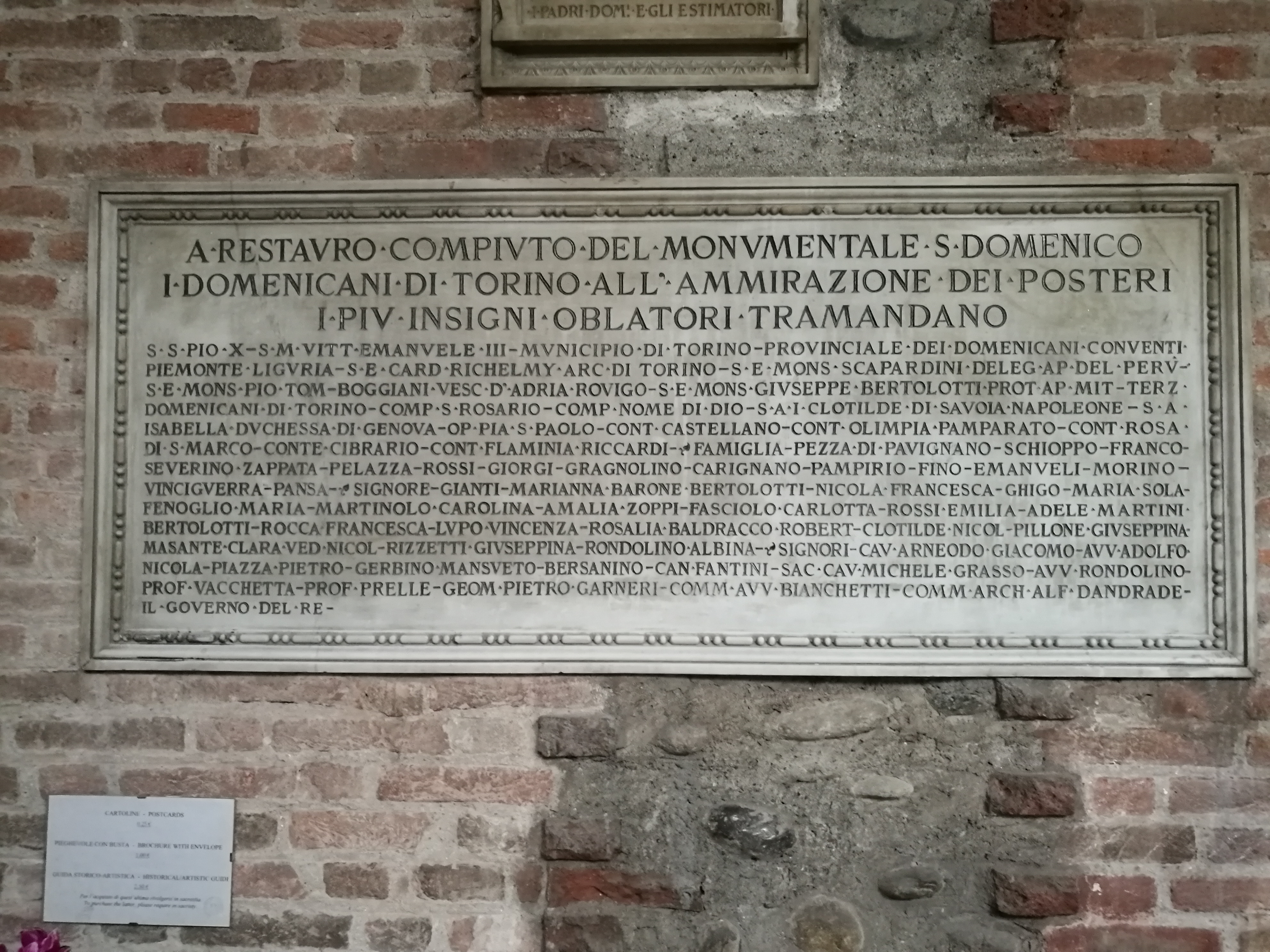
Targa oblatori restauro San Domenico

Sulle colonne che separano la navata centrale dalle due navate laterali, si notano gli stemmi delle famiglie nobili e notabili che contribuirono con donazioni al restauro avvenuto tra il 1906 ed il 1911 sotto la direzione di Riccardo Brayda e Alfredo D'Andrade. Nel corridoio che porta alla sagrestia ed al chiostro, è presente una targa per commemorare l'evento.

## Immagini delle cappelle della chiesa

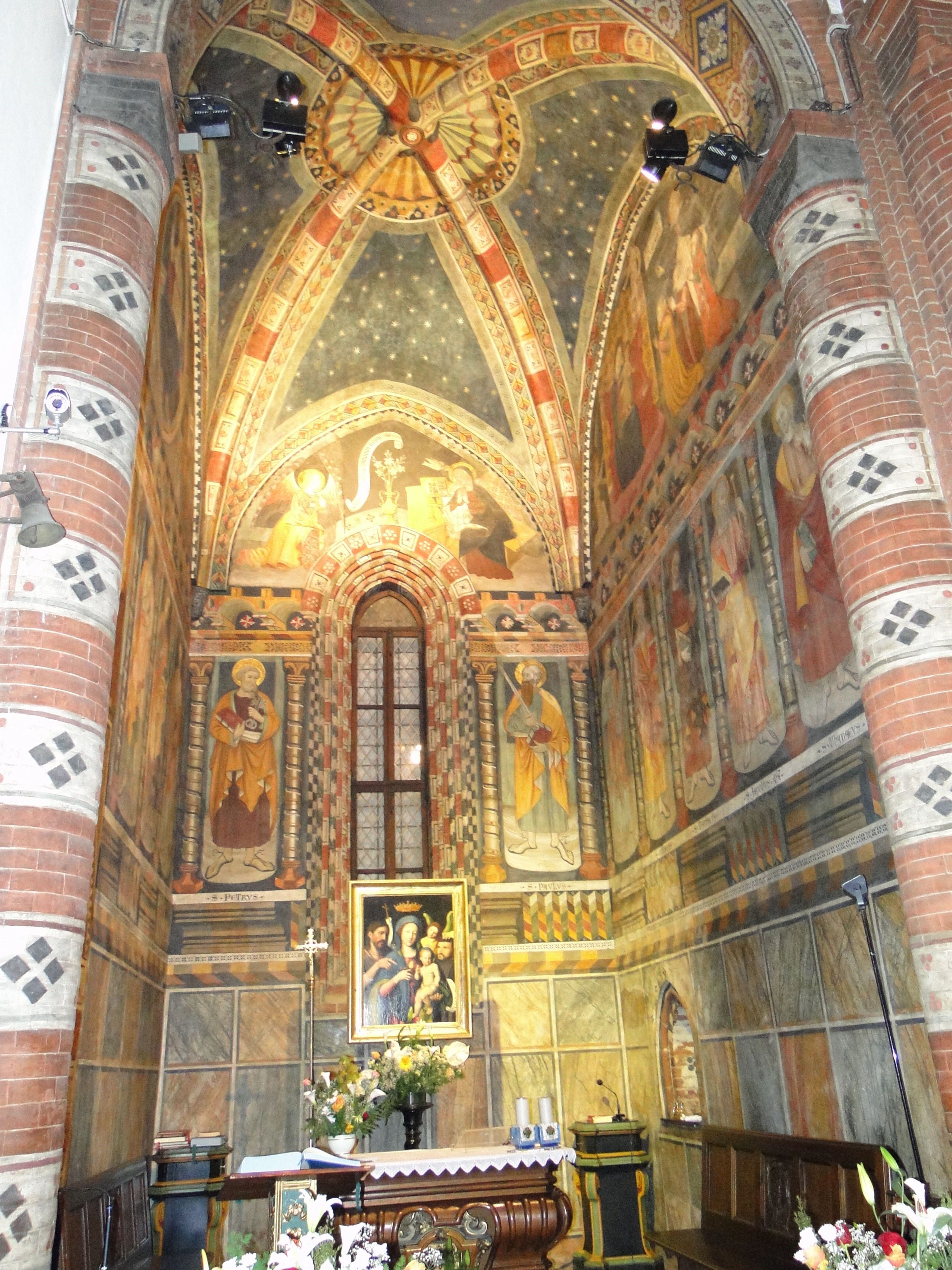
Prospetto della Cappella delle Grazie, con l'icona del XVI secolo raffigurante la Vergine con il Bambino ed i santi Giovanni Battista e Gabriele
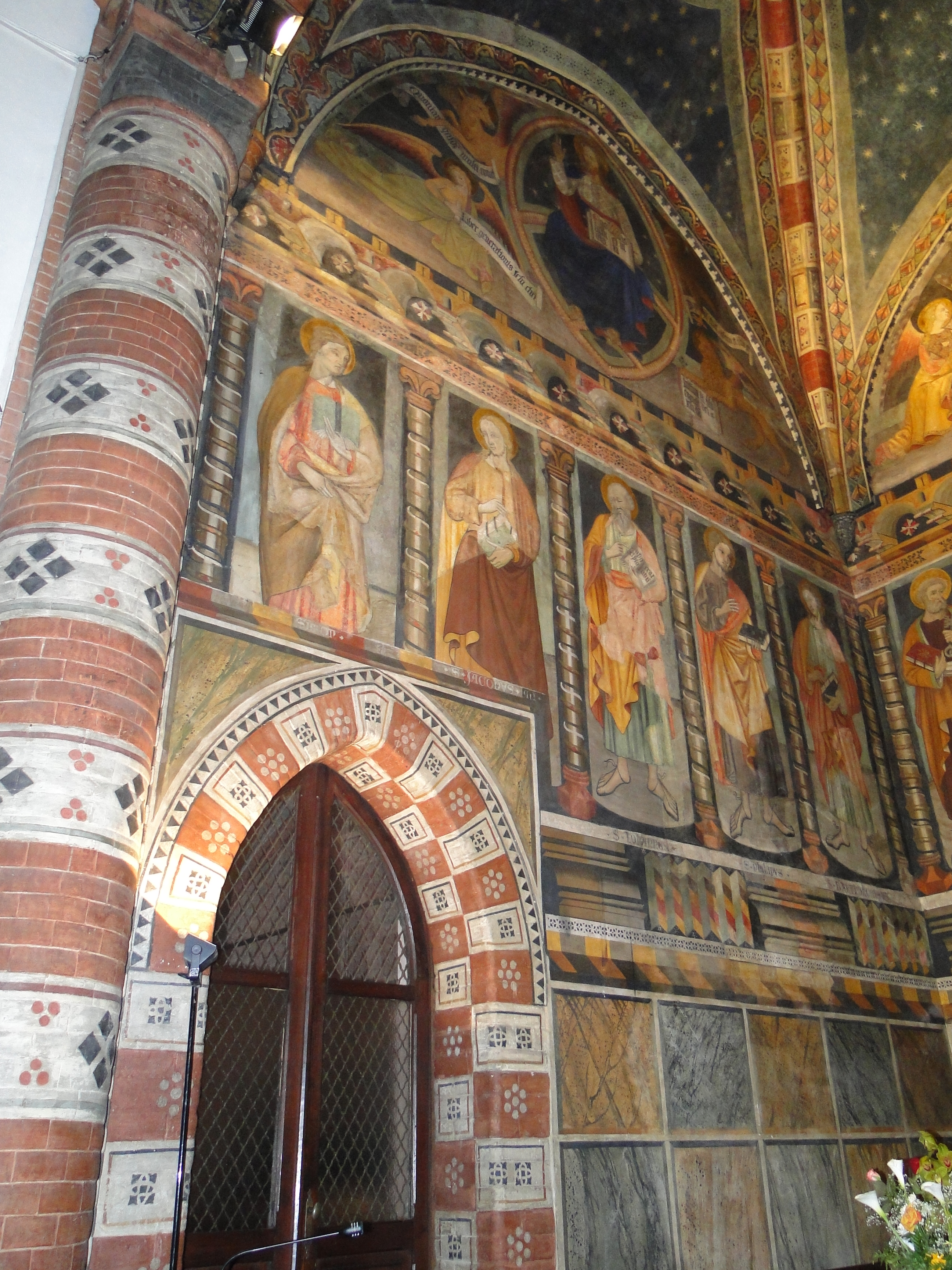
La Cappella delle Grazie: parete di sinistra
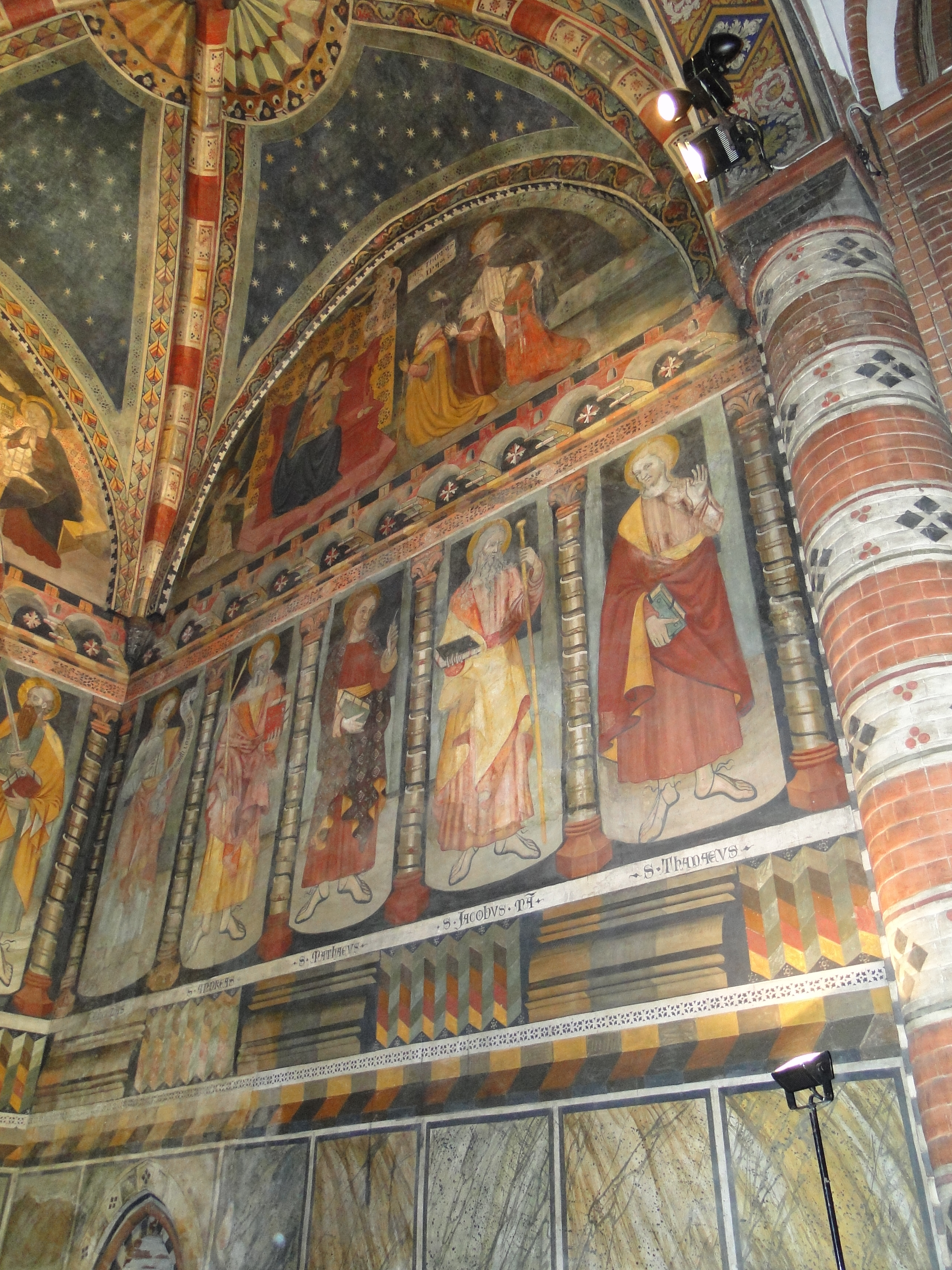
La Cappella delle Grazie: parete di destra
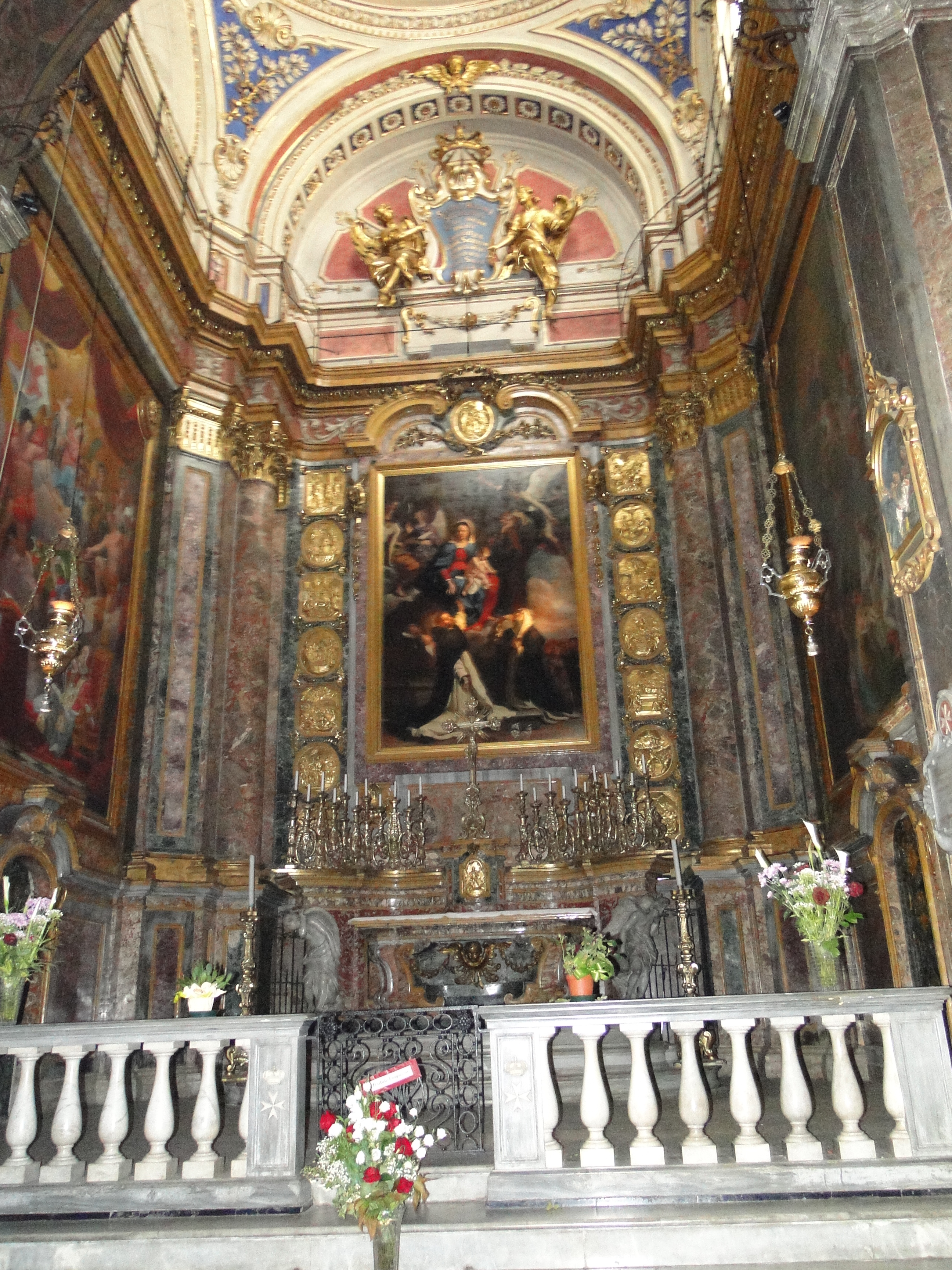
La Cappella del Rosario, con la pala del Guercino

## Sepolcri
Nella chiesa trovano riposo molti esponenti dell'ordine domenicano, tra cui il beato Pietro Cambiani da Ruffia, uno dei primi inquisitori del Piemonte. Riposa qui anche Padre Reginaldo Giuliani, Cappellano degli Arditi, caduto a passo Uarieu e decorato di Medaglia d'oro al valor militare.
Altro personaggio importante qui sepolto è Emanuele Filiberto Pingone, storico torinese della corte di Emanuele Filiberto di Savoia.

## In letteratura
Il poeta in lingua piemontese Nino Costa ha dedicato alla chiesa una poesia, pubblicata nella raccolta Fruta madura del 1931 con il titolo San Dumini. Fa parte di un ciclo di cinque poesie dedicate ad altrettante chiese di Torino (le altre sono la chiesa sconsacrata dei Santi Simone e Giuda, i Santi Martiri, la Consolata e Maria Ausiliatrice). Nino Costa dedica a questa chiesa la poesia più lunga del ciclo, articolata in due sonetti. Nel primo sonetto esprime, a partire da immagini tenebrose e spaventose, un senso di paura per una chiesa che con la fantasia lo fa tornare indietro di trecento anni, in un passato dipinto sulla scia della leggenda nera. Il secondo sonetto contiene una riflessione religiosa, in cui rigetta la religione che vuol far soffrire anziché consolare ed esprime sconforto di fronte agli affreschi delle pareti e all'oscurità della volta; si lamenta che in una chiesa siffatta non si possa pregare con fiducia e speranza e che non si possa insegnare alla figlia a sognare nel Paradiso.